# Michelle Krusiec
Michelle Krusiec (ur. 2 października 1974 w Fallon) – amerykańska aktorka tajwańskiego pochodzenia.

## Filmografia

### Filmy
| Rok  | Tytuł                                        | Rola                  | Uwagi       |
| ---- | -------------------------------------------- | --------------------- | ----------- |
| 1995 | Nixon                                        | Student #2            |             |
| 2000 | W imię zasad                                 | Layton                |             |
| 2001 | Pursuit of Happiness                         | Miko                  |             |
| 2002 | Pumpkin                                      | Anne Chung            |             |
| 2002 | Dziewczyna z Alabamy                         | Pan                   |             |
| 2002 | Tomato and Eggs                              | Evelyn Wang           | krótkometr. |
| 2003 | Małolaty u taty                              | anglistka             |             |
| 2003 | Głupi i głupszy 2: Kiedy Harry poznał Lloyda | Cindy                 |             |
| 2003 | Starsza pani musi zniknąć                    | dr Kang               |             |
| 2004 | Best Actress                                 | Darla Hennings        | krótkometr. |
| 2004 | Zachować twarz                               | Wilhelmina 'Wil' Pang |             |
| 2005 | Przeklęta                                    | Nosebleed Co-Worker   |             |
| 2007 | Nankin                                       | Yang Shu Ling         |             |
| 2007 | Daleka północ                                | Anja                  |             |
| 2008 | Henry Poole is Here                          | pielęgniarka          |             |
| 2008 | Co się zdarzyło w Las Vegas                  | Chong                 |             |
| 2010 | Zoom Hunting                                 | zdradzana żona        |             |
| 2011 | Take Me Home                                 | Suzanne               |             |
| 2011 | Krwawa rzeka                                 | Sung Li               |             |
| 2012 | Knife Fight                                  | Shannon Haung         |             |
| 2013 | Four of Hearts                               | Christy               |             |
| 2015 | Zaproszenie                                  | Gina                  |             |
| 2017 | 20 Weeks                                     | dr Chen               |             |
| 2022 | They Live In The Grey                        | Claire Yang           |             |

### Seriale (bez ról gościnnych)
| Rok       | Tytuł                                | Rola                 | Uwagi   |
| --------- | ------------------------------------ | -------------------- | ------- |
| 1998–2001 | One World                            | Sui Blake            | 39 odc. |
| 2000–2002 | Tragikomiczne wypadki z życia Titusa | Nancy                | 6 odc.  |
| 2007–2009 | Seks, kasa i kłopoty                 | Mei Ling Hwa Darling | 5 odc.  |
| 2011–2012 | Fringe: Na granicy światów           | Nadine Park          | 3 odc.  |
| 2012–2013 | Nice Girls Crew                      | Geraldine            | 10 odc. |
| 2014      | Jak zdrówko?                         | Andrea Conrad        | 2 odc.  |
| 2016      | Hawaii Five-0                        | Michelle Shioma      | 3 odc.  |
| 2020      | Hollywood                            | Anna May Wong        | 4 odc.  |